# Leptobrachium abbotti
Leptobrachium abbotti là một loài lưỡng cư thuộc họ Megophryidae.
Loài này có ở Brunei, Indonesia, và Malaysia.
Môi trường sống tự nhiên của chúng là rừng ẩm vùng đất thấp nhiệt đới hoặc cận nhiệt đới và sông ngòi.
Chúng hiện đang bị đe dọa vì mất môi trường sống.